# Gabriela Slováková
Gabriela Slováková (* 9. červen 1977) je česká manažerka, státní úřednice a ředitelka věznice. V letech 2010 až 2018 ředitelka ženské věznice ve Světlé nad Sázavou. Od ledna 2024 je ředitelkou odboru trestní politiky na Ministerstvu spravedlnosti.

## Biografie
Vystudovala fakultu sociálních studií Masarykovy univerzity v Brně. V průběhu své profesní kariéry působila v oblastech vězeňství a veřejné správy.
Od února 2010 začala působit ve funkci ředitelky ženské věznice ve Světlé nad Sázavou. V této pozici se jí podařilo vytvořit z této věznice, která se mimo jiné specializuje na výkon trestu odsouzených matek s dětmi, vstřícnější prostředí například vybudováním dětských koutků apod.Poté, co se k 1. lednu 2019 na vlastní žádost přesunula na místo ředitelky Věznice Kuřim, jí v řízení Věznice Světlá nad Sázavou nahradila Monika Myšičková.
Věznici v Kuřimi. řídila od 1. ledna 2019 do 31. prosince 2022 a stala se tak jednou z prvních ředitelek mužské věznice.
K poslednímu prosinci 2022 ukončila v hodnosti plukovnice své působení u Vězeňské služby ČR, nicméně oblasti vězeňství se věnuje intenzivně i nadále.
Slováková přenesla do České republiky ze Singapuru také úspěšný projekt Yellow Ribbon Run, jehož hlavním cílem je podpořit osoby s trestní minulostí a jejich rodiny v návratu do řádného života. První ročník této akce se v Česku uskutečnil v roce 2016.
Je zakladatelkou a od února 2023 také ředitelkou spolku Žlutá stužka.
Na základě výběrového řízení byla k 1. lednu 2024 jmenována ředitelkou nově vzniklého odboru trestní politiky na Ministerstvu spravedlnosti ČR, do jehož gesce patří mimo jiné oblast vězeňství, obětí trestných činů a odškodňování.